# Mikuláš Hostislav z Horažďovic
Mikuláš Hostislav z Horažďovic byl český římskokatolický kněz, děkan kolegiátní litoměřické kapituly a v letech 1349 až 1360.

## Život
Mikuláš zřejmě pochází z vedlejší větvě pánů z Landšteina, zvaná Želečtí z Landštejna nebo páni ze Želče. Páni ze Želce pochází od Vítka ze Skalice, který je doložen v letech 1265 až 1266. Jedním z jeho potomkům by měl být jakýsi Hostislav (hypotéza je, že se jedná o Vítkova vnuka), který žil na dvoře Karla IV. (1316-1378) a byl kancléřem královny Elišky Přemyslovny (1292-1330). Měl několik synů. Jedním z nich byl i Mikuláš Hostislav z Horažďovic, který se stal nejdříve kaplanem krále Karla IV. a poté v roce 1349 prvním děkanem litoměřické kolegiátní kapituly.
Kapitulní děkanství, bylo založeno 21. listopadu 1349 císařem Karlem IV. prostřednictvím arcibiskupa Arnošta z Pardubic, který byl vlastním bratrem 20. litoměřického probošta Bohuslava z Pardubic.
Jelikož se jednalo v případě založení kapitulní dignity děkana o fundaci a s ní spojené obročí, byla použita část fundačního majetku probošta a k ní byl přidán majetek kanonikátu scholastika. Tento kanonikát je poprvé zmíněn v souvislosti s Litoměřicemi v roce 1263, kdy je zmíněn kanovník Jan. Scholastikát jako takový, aktem založení kapitulního děkanství zanikl.
Úkolem kapitulního děkana je zachovávat rezidenci a pečovat o bohoslužby konané slavnostním způsobem.